# ケロケロパルサー
ケロケロパルサーは山佐が発売したパチスロ機。正式名は「ケロケロパルサー2」。

## 概要
- ワイワイパルサー2の後継機として発売された。この時期のパルサーシリーズ全体に言えることだがリーチ目の豊富さを売りとした機種であり、シリーズとして斬新な点はあまり見られなかった。
- 本機の特徴としてBIGボーナス中の2枚チェリーの出現率が設定によって差があった（設定1と設定6で2倍程度の差）ためある程度回数を重ねれば設定の推測が可能である。現在BIG中の小役出現率などで設定の推測が可能な機種の元祖となっている。このシステムは後続機のタムタムA、タムタムRでも採用されている。